# Лауфах
Лауфах (њем. Laufach) општина је у њемачкој савезној држави Баварска. Једно је од 32 општинска средишта округа Ашафенбург. Према процјени из 2010. у општини је живјело 5.243 становника. Посједује регионалну шифру (AGS) 9671139.

## Географски и демографски подаци
Лауфах се налази у савезној држави Баварска у округу Ашафенбург. Општина се налази на надморској висини од 180 метара. Површина општине износи 15,6 km². У самом мјесту је, према процјени из 2010. године, живјело 5.243 становника. Просјечна густина становништва износи 336 становника/km².

## Међународна сарадња
| Мјесто | Држава    | Врста сарадње | Од    |
| ------ | --------- | ------------- | ----- |
|        | Француска | партнерство   | 1974. |
| Извор  |           |               |       |